# Sverre Jordan
Sverre Jordan (Bergen, 25 mei 1889 – aldaar 10 januari 1972) was een Noors componist, dirigent en pianist.

## Achtergrond
Hij werd geboren binnen het gezin van verzekeringsagent Kaspar Joachim Jordan (1859-1924) en de Deense Anne Marie Margrethe Kjærbye (1866-1935). Hij was van 1918 tot 1949 getrouwd met de actrice Magda Blanc, daarna met actrice Nina Sandvik Kristensen. De familie had enige muzikale achtergrond; er is een schilderij waarop opa Caspar Jordan achter het spinet zit. Een tante van hem was een bekend pianiste in Denemarken. Hij was niet voorbestemd om in "de muziek te gaan". Hij leerde aan de Handelsschool in Bergen en werkte enige tijd bij een oliemaatschappij. Daar werd duidelijk dat muziek zijn leven verder zou bepalen. Hij werd in 1959 benoemd tot ridder in de Orde van Sint-Olaf.

## Muziek
Zijn eerste compositie Nat dateert van 1906. Hij werd naar aanleiding van zijn voorkeur gezonden naar Berlijn en kreeg van 1907 tot 1914 aldaar lessen van Teresa Carreño en Conrad Ansorge, Vianna da Motta en compositieleer van Wilhelm Klatte. Echter in 1911 vond zijn pianodebuut al plaats in Bergen. Zijn vader wilde voordat hij ging studeren nog een bewijs van Sverres kunne en zou hem laten testen door Edvard Grieg. Deze overleed echter in 1907 rond de dag dat de test zou plaatsvinden, dus dat kon niet doorgaan. Vervolgens nam Nina Hagerup (mevrouw Grieg) de test af en keurde hem goed voor verdere opleiding. Na zijn studie was hij voor acht jaar op tournee, waarbij hij onder meer als begeleider optrad van Kirsten Flagstad en Marian Anderson. In 1932 trad hij aan als muzikaal leider van Den Nationale Scene, theater in Bergen. Hij gaf leiding aan uit te voeren opera’s en toneelstukken. Daarnaast was hij dirigent van Harmonien, de voorloper van het Bergen filharmoniske orkester en het bijbehorende koor. Er volgden ongeveer honderd concerten. In de tussentijd gaf hij les en schreef als recensent artikelen in Morgenavisen in Bergen. In Bergen bemoeide hij zich verder met besturen over de muziekinstanties in Bergen. Hij was daarbij onder meer voorzitter van de programmaraad van het Muziekfestival in Bergen.

## Oeuvre
Zijn oeuvre bestaat uit circa 200 werken verdeeld over 85 opusnummers. Qua stijl borduurde hij verder op de stijl ingezet door diezelfde Grieg en Ole Bull, Noorse romantiek. Dat maakt hem enigszins behoudend binnen de ontwikkelingen binnen de klassieke muziek van de 20e eeuw, terwijl hij in het begin nog weleens als radicaal vernieuwend werd gekarakteriseerd.
Werken:  
- opus 2:Sange med klaver (1.Og drengen ligger paa moders skjod; 2 Einsam bin ich; 3.Februarschnee; 4.Nat, 5.Og se hun, a la Rigaudon;6.Den lyse dag er omme) (deels uitgevoerd 31 januari 1912)
- opus 3: Deux morceaux (zelf uitgevoerd in oktober 1912)
- opus 4: Suite in oude stijl (Suite i gammel stil), voor orkest (1911)
- opus 5: Sange (1. Finland; 2. Ved sobredden; 3. Herbstgang; 4. Auf der Wanderschaft; 5. Der ligger et barn; 6. Hans saar)
- opus 6: Klaverstykker (1913)
- opus 7: Fünf Lieder für eine Singstimme met begleitung des Klavieres (1. Wohin; 2. Wiegenlied; 3. Trauer).
- opus 8: Quatre morceaux pour violon et piano (1. Piece ancienne; 2. Sarabande; 3. Sérénade sentimentale de Pierrot; 4. Elégie)(1914)
- opus 10: Carpicer over et originalthema
- opus 11: Fire sange (1. Flyvende orn; 2. I fremmed land; 3. Godnat; 4. Hrore du!)
- opus 12: Trois moments musicaux
- opus 13: Feberdigte voor zangstem en orkest op tekst van Knut Hamsun (opname beschikbaar)
- opus 14: Sange for en mellemstemme og piano
- opus 15: Vier liederen (1.For høie stemme; 2. For dyb stemme)
- opus 16: Sonate voor viool en piano nr. 1 in g mineur (1917)
- opus 17: Twee liederen voor gemengd koor
- opus 18: Skes poesier; for en sangstemmen og klaver (1925)
- opus 20: Halte Hulda, toneelmuziek (uitvoeringen 1919)
- opus 21: Seks sange for en sangstemme og klaver
- opus 22: Norvegiana, voor orkest (1921)
- opus 23: Sange til klaver (1925)
- opus 24: Purpur, op tekst van H. Meidell (uitvoering 1923)
- opus 25: Smeden
- opus 27: Fire sange til tekster av Tolvald Tu
- opus 28: Twee liederen voor mannenkoor
- opus 29: Tre stykker for klaver (opname beschikbaar)[1]
- opus 30: Tre sange (1. Til et barn; 2. Drick; 3. Nachtstück)
- opus 31: To sange for Julen (1928)
- opus 32: Norge, cantate op tekst van Nordahl Grieg voor solisten, koor en orkest (1928)
- opus 33: Fire sanger med klaver
- opus 34: Fem småstykker for klaver
- opus 35: Elegie voor kamerorkest
- opus 36: Poème lyrique, voor viool en piano (1946)
- opus 37: Noorse volksliedjes en –danzen; suite voor klein orkest 91937)
- opus 39: Holbergsilhouetter voor orkest (1938) (opname beschikbaar)
- opus 41: Fire sanger
- opus 43: Sonate in d mineur voor viool en piano
- opus 45: Pianoconcert nr. 1 in e klein (1945)
- opus 46: Festforspill, voor orkest
- opus 47: Norsk suite, voor orkest (1945)
- opus 48: Kari, Mari og prinsen, toneelmuziek bij comedie voor kinderen
- opus 49: Twee liederen voor mannenkoor
- opus 50: Sange dor en mellemstemme
- opus 52: Tre sanger for firestemmig damekor of Fire småstykker for violoncello og klaver
- opus 53: Norsk rapsodi, voor orkest (1950)
- opus 54: Tretton år, Barnet sover (1954)
- opus 55: Romeo en Julia, tekst van William Shakespeare (uitvoering 1951)
- opus 58: Tre valseintermezzi, voor orkest (1953)
- opus 59: Twee liederen voor mannenkoor
- opus 60: Suite i gammel stil
- opus 61: Sonatine voor dwarsfluit en piano (1955) (opname beschikbaar)
- opus 62: Jean de France, op tekst van Ludvig Holberg (uitvoering 1956)
- opus 63: Hoornconcert in C majeur (1957)
- opus 64: Kongen, melodrama op tekst van Nordahl Grieg voor koor en orkest (1957)
- opus 65: Pianotrio nr. 1 (1959)
- opus 66: Tre nattlige scenere (1. Den ensamme i natten; 2. Pierrots sentimentale serenade; 3. Huldra danser)
- opus 67: Festspillåpning, voor orkest (1959)
- opus 68: Serenade for strykere (1960, opgedragen aan dirigent Hans Freudenthal))
- opus 71: Strijkkwartet in a mineur (1960)
- opus 72: Magritt, op tekst van Johan Petter Falkberget en hemzelf (uitvoering 5 november1960)
- opus 74: Twee eendelige liederen voor koor
- opus 75: Forspil til et lyrisk drama (première 11 oktober 1962; Bergen FO o.l.v. Sverre Bruland)
- opus 76: Pianotrio nr. 2 (1963)
- opus 77: Concerto piccolo voor piano en orkest/Pianoconcert nr. 2  in F majeur (1963) (opname beschikbaar)
- opus 78: Legende (1962)
- opus 79: Pianosonate (1963)
- opus 80: Fem små melodramatiske stemninger
- opus 82: Vioolconcert in g klein (1966)
- opus 84: Flagget voor gemengd koor
- opus 85: Lyrisk suite (laatste werk)

Bibliografie:
- 1954: Edvard Grieg, een overzicht van zijn leven en werken
- 1973: Fra et langt kunstnerliv (autobiografie)

Concert:
- 30 oktober 1911; Concert met Cally Monrad, in theater in Stavanger met ook enige eigen werk van Jordan

- Bibsys: 90387318
- Gemeinsame Normdatei: 1145939236
- International Standard Name Identifier: 0000 0000 2685 4726
- Library of Congress Control Number: n84105353
- Nationale Bibliotheek van Israël: 987007347139505171
- Nederlandse Thesaurus van Auteursnamen: 321511719
- Istituto Centrale per il Catalogo Unico: DDSV244785
- Virtual International Authority File: 40777121
- WorldCat: E39PBJgmQqTmxHDrrw7VWCJqwC